# Giovanni di Carignano
Giovanni di Carignano (Genova, 1250 circa – Genova, 1330) è stato un presbitero e cartografo italiano.

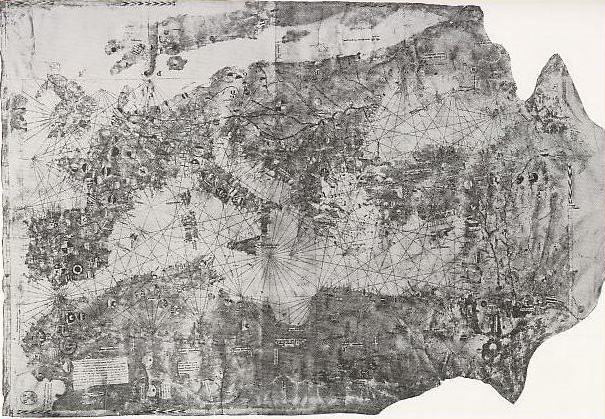
Portolano di Giovanni da Carignano, realizzata all'inizio del XIV secolo.

Rettore della parrocchia di San Marco al Molo, nei pressi del porto di Genova, è noto soprattutto nella storia della cartografia, avendo realizzato e firmato una carta geografica che rappresenta le coste del Mediterraneo e le zone circostanti: il Baltico, l'Asia e l'Africa.
Il nome "di Carignano" deriva dal quartiere urbano di Carignano, dove nacque.

## Biografia
Non si hanno molte notizie sulla sua vita. Un documento dell'archivio diocesano certifica, a partire dal 9 giugno 1291, l'assunzione del ruolo da parte di Giovanni da Carignano (da intendersi come la collina boscosa poco fuori dalle mura di Porta Soprana a Genova: oggi quartiere urbano di Carignano), figlio di Mauro. Il latino del testo medievale non consente di stabilire con certezza se debba intendersi Mauro anche come cognome della famiglia (da altri documenti apprendiamo i nomi di almeno due fratelli: il notaio, Giacomo e il medico, Ansaldo); come tale, ad esempio, nel Dizionario Biografico degli Italiani (G. Galliano).
Altri due documenti notarili permettono di stabilire che era ancora in vita il primo settembre del 1329, ma era già morto il 6 maggio 1330 (Revelli, pp. 450–452). Il secondo documento consente di collocare la famiglia di Giovanni nei ceti più benestanti, dato che uno dei fratelli esercita la professione di notaio («notarium») e l'altro quella di medico («fixicus»): l'atto si riferisce a Giovanni come «Iohannis de Mauro rectoris ecclesiae Sancti Marci de Modulo».
Contemporaneo di un altro famoso cartografo genovese, Petrus Vesconte (il quale era in contatto con il veneziano Marino Sanudo): entrambi firmavano le proprie mappe, modificando la tradizione all'anonimato diffusa fino ad allora. La firma di Giovanni si trova in corrispondenza del mar Baltico: «Presbiter Joannes Rector sancti Marci de portu Janue me fecit» (il prete Giovanni, rettore di san Marco al molo in Genova, mi realizzò).
La caratteristica più significativa, al di là delle innovazioni grafiche e matematiche (su cui gli studi del Duken, 1988 e del Gaspar, 2008), risiede nell'approccio rispetto alle fonti: non soltanto mercanti genovesi (come quelli provenienti da Sigilmassa nel Marocco interno), ma anche ambasciatori ed emissari, giunti a Genova anche solo come tappa di transito. La posizione della chiesa di san Marco in prossimità del molo era congeniale alla raccolta delle informazioni; risulta che Giovanni abbia incontrato nel 1303 una delegazione tartara oppure armena, e tre anni dopo una delegazione di ambasciatori etiopici mandata ad Avignone dal negus Wedem Arad: pare che, forse per influenza delle notizie ricevute sulla presenza di comunità cristiane in Abissinia, Giovanni da Carignano sia stato il primo autore europeo a collocare in Africa (anziché in Asia) il leggendario Regno del Prete Gianni. Inoltre, risulta che abbia compiuto personalmente almeno un viaggio nel Mediterraneo: dal 16 aprile al 19 novembre 1316, in Sicilia.
Un documento del 1314 lo vede in contrasto con l'arcivescovo di Genova, Porchetto Spinola, il quale non gradiva che Giovanni in quanto rettore di san Marco permettesse ai mercanti di adoperare i locali pagando un affitto, o che tenesse in detti locali materiale per la navigazione, tra cui vele, timoni e via dicendo: la vertenza venne pacificata da un intervento della Curia pontificia, favorevole al proseguimento delle attività dell'intraprendente Giovanni (FERRO, p. 31). Da altri documenti risulta che sia Giovanni, sia Porchetto Spinola imprestavano denaro ai mercanti, con gli interessi (Revelli, 1937).

## Opere
- L'opera cartografica grazie alla quale si deve la sua fama è una carta nautica (carta-portolano) che supera i tradizionali confini delle mappe analoghe proponendosi come descrizione di tutta l'ecumene conosciuta, compreso Baltico, Asia ed Africa. L'importante documento non è più consultabile, essendo stato distrutto nel 1943 durante un bombardamento a Napoli dove era esposto: precedentemente era stato conservato presso la Biblioteca Nazionale di Firenze. Sono disponibili alcune riproduzioni fotografiche, purtroppo datate e di qualità insoddisfacente.